# 조지 레이코프
조지 레이코프(George Lakoff, 1941년 5월 24일 ~ )는 미국의 인지언어학자로 개인들의 삶은 복잡한 현상을 설명할 때 이용하는 핵심적 은유에 영향을 받는다는 이론으로 널리 알려졌다.
1980년 발표된 그의 저서 <삶으로서의 은유>을 통해 소개된 은유 이론은 수많은 학문적 규율들과 정치, 문학, 철학과 수학에 대한 적용의 기초가 되었으며, 그를 정치학의 기본으로 여겨지는 영역으로 끌어들였다. 1996년, <도덕, 정치를 말하다>에서 레이코프는 보수적 유권자들이 국가현상에 “엄격한 아버지 모델”이라는 핵심적 은유에 영향을 받는 것으로, 자유주의적 혹은 진보적 유권자는 이러한 복잡한 현상들에 “자상한 부모 모델”의 영향을 받는 것으로 묘사하였다.
그에 따르면 사회·정치적 의제들에 대한 개인들의 경험과 태도는 언어 구조 안에서 프레이밍 되는 것에 영향을 받는다. <Metaphor and War: The Metaphor System Used to Justify War in the Gulf>에서 그는 미국의 걸프전 개입의 본질이 이를 정당화하기 위한 부시 행정부의 비유에 의해서 흐려지고 뒤틀렸다고 주장한다. 2003년과 2008년 사이에 레이코프는 현재는 사라진 진보적 싱크탱크인 로크릿지 연구소에 참여한다. 그는 스페인의 사회노동당 싱크탱크인 Fundación IDEAS 재단의 과학위원회의 회원이다.
그의 이론을 보다 자세히 설명하는 일반적인 이론은 ‘신체화된 마음’으로 알려져 있다. 그는 1972년부터 UC버클리대학교의 인지과학과, 언어학 교수이다.

## 저서
- 1987. 인지의미론 Women, Fire, and Dangerous Things: What Categories Reveal About the Mind University of Chicago Press. ISBN 0-226-46804-6.
- 1989 시와 인지 with Mark Turner. More Than Cool Reason: A Field Guide to Poetic Metaphor. University of Chicago Press. ISBN 978-0-226-46812-9
- 1996. 도덕의 정치 / 도덕, 정치를 말하다 Moral politics : What Conservatives Know that Liberals Don't, University of Chicago Press. ISBN 978-0-226-46805-1
  - 2001 Edition. Moral Politics: How Liberals and Conservatives Think, University of Chicago Press. ISBN 978-0-226-46771-9
- 1999 몸의 철학 (with Mark Johnson). Philosophy In The Flesh: the Embodied Mind and its Challenge to Western Thought. Basic Books.
- 2000 (with Rafael Núñez). Where Mathematics Comes From: How the Embodied Mind Brings Mathematics into Being. Basic Books. ISBN 0-465-03771-2.
- 2003 (1980) with Mark Johnson. 삶으로서의 은유 Metaphors We Live By. University of Chicago Press. 2003 edition contains an 'Afterword'. ISBN 978-0-226-46800-6
- 2004. 코끼리는 생각하지 마 Don't Think of an Elephant: Know Your Values and Frame the Debate. Chelsea Green Publishing. ISBN 978-1-931498-71-5
- 2005, "A Cognitive Scientist Looks at Daubert", American Journal of Public Health. 95, no. 1: S114.
- 2006. 자유 전쟁 / 자유는 누구의 것인가 Whose Freedom? : The Battle over America's Most Important Idea. Farrar, Straus and Giroux. ISBN 978-0-374-15828-6
- 2006. 프레임 전쟁 Thinking Points: Communicating Our American Values and Vision
- 2008. 폴리티컬 마인드 The Political Mind : Why You Can't Understand 21st-Century American Politics with an 18th-Century Brain, ISBN 978-0-670-01927-4한울 2014 나익주 옮김 ISBN 978-89-460-4819-5

## 같이 보기
- 인지언어학
- 은유